# سينشري لينك
إن شركة سنشيري لينك هي شركة تكنولوجيا عالمية مقرها في مونرو ، لويزيانا تقدم خدمات الاتصالات والشبكات والأمن والحلول السحابية والخدمات الصوتية والخدمات المدارة. الشركة عضو في مؤشر إس & بي 500 وفورتيشن 500 . تشمل خدمات الاتصالات خدمات الصوت المحلية والبعيدة المدى ، والنطاق العريض ، وتبديل الملصقات متعددة البروتوكولات (MPLS) ، والخط الخاص (بما في ذلك الوصول الخاص) ، والإيثرنت ، والاستضافة (بما في ذلك الاستضافة السحابية والاستضافة المدارة) ، وتكامل البيانات ، والفيديو ، والشبكة ، والعامة الوصول ، بروتوكول نقل الصوت عبر الإنترنت (VoIP) ، تكنولوجيا المعلومات والخدمات المساعدة الأخرى. يخدم أيضًا عملاء المؤسسات العالميين في جميع أنحاء أمريكا الشمالية وأمريكا اللاتينية و EMEA وآسيا والمحيط الهادئ.